# Kruununkari
Kruununkari är en ö i Finland. Den ligger i Skärgårdshavet och i kommunen Masko i den ekonomiska regionen  Åbo ekonomiska region i landskapet Egentliga Finland, i den sydvästra delen av landet. Ön ligger omkring 19 kilometer nordväst om Åbo och omkring 170 kilometer väster om Helsingfors.
Öns area är 1,1 hektar och dess största längd är 190 meter i nord-sydlig riktning.